# Pearlies

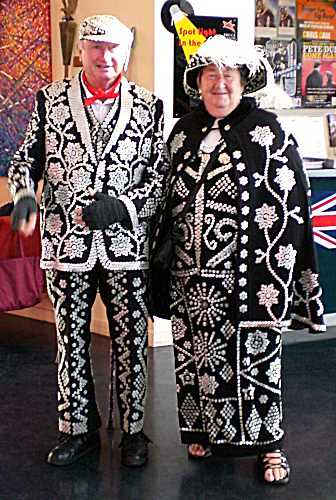
Pearlies

Los pearlies (nacarados), conocidos como Pearly Kings y Pearly Queens (traducido como rey nacarado y reina nacarada), son una tradición caritativa organizada de la cultura de la clase trabajadora en Londres, Inglaterra.

## Henry Croft

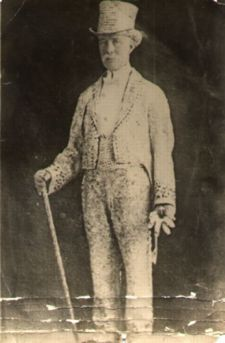
Henry Croft, el primer rey nacarado.

La práctica de usar ropa decorada con botones de nácar se asocia primero con Henry Croft (1861-1930), un barrendero huérfano que recaudaba dinero para caridad. En ese momento, los vendedores ambulantes de Londres tenían la costumbre de usar pantalones decorados en las costuras con botones de perlas que habían encontrado los comerciantes del mercado. A fines de la década de 1870, Croft adaptó esto para crear un traje nacarado para llamar la atención sobre sí mismo y ayudar a sus actividades de recaudación de fondos. En 1911 se formó una sociedad nacarada (pearly society) organizada en Finchley, al norte de Londres. 
Al funeral de Croft en enero de 1930 asistieron 400 seguidores y recibió cobertura de los medios nacionales. En 1934, se inauguró un monumento conmemorativo, que se refería a él como "El rey nacarado original" (The original Pearly King), en el cementerio de St Pancras, y en un discurso para conmemorar la ocasión en que se dijo que recaudó £ 5,000 para los que sufren en los hospitales de Londres.

## Organizaciones nacaradas
Los pearlies ahora se dividen en varios grupos activos. La organización fundadora de Croft se llama Original London Pearly Kings and Queens Association (Asociación de reyes y reinas nacaradas original de Londres). Fue reformado en 1975 y posee la mayoría de los títulos originales de la ciudad de Londres, Westminster, Victoria, Hackney, Tower Hamlets, Shoreditch, Islington, Dalston y Hoxton. Otros grupos también se han establecido a lo largo de los años. El más antiguo es el Pearly Guild, que comenzó en 1902. Las adiciones modernas incluyen la London Pearly Kings and Queens Society, que comenzó en 2001 y el Pearly Kings and Queens Guild. A pesar de las rivalidades, cada grupo está asociado con una iglesia en el centro de Londres y se compromete a recaudar dinero para organizaciones benéficas con sede en Londres.  Un desfile de Pearly Kings and Queens se presentó en la Ceremonia de Apertura de los Juegos Olímpicos de Verano 2012.